# Isabella Bird, femme exploratrice
Isabella Bird, femme exploratrice (ふしぎの国のバード, Fushigi no Kuni no Bādo) est un seinen manga de Taiga Sassa inspiré des lettres d'Isabella Bird, exploratrice et écrivaine britannique du XIXe siècle. La série est prépubliée dans le magazine Harta d'Enterbrain depuis mars 2013 et publiée par l'éditeur Kadokawa en volumes reliés depuis mai 2015. La version française est éditée par Ki-oon depuis octobre 2017.

## Personnages
Isabella Bird (イザベラ・バード, Isabera Bādo)
Itō Tsurukichi (ja) 伊藤 鶴吉 (Itō Tsurukichi)
Charles Maries
James Hepburn (ジェームス・ヘボン, Jēmusu Hebon)
Sir Harry Parkes (ハリー・パークス, Harī Pākusu)
Fanny Parkes (ファニー・パークス, Fanī Pākusu)

## Manga
Isabella Bird, femme exploratrice est dessiné et scénarisé par Taiga Sassa (佐々 大河, Sassa Taiga). La série est prépubliée dans le magazine Harta d'Enterbrain à partir du no 2 sorti le 15 mars 2013. Le premier volume relié est publié par Kadokawa le 15 mai 2015 et la série compte 8 volumes au 15 avril 2021. Le premier volume est également publié en version bilingue japonais/anglais le 20 janvier 2018  (ISBN 978-4-04-602194-6),.
La version français est publiée par Ki-oon avec un premier volume sorti le 12 octobre 2017, troisième série de la collection « Kizuna » après Reine d'Égypte et Hanada le garnement,,. 

### Liste des volumes
| no | Japonais         | Japonais          | Français          | Français          |
| no | Date de sortie   | ISBN              | Date de sortie    | ISBN              |
| -- | ---------------- | ----------------- | ----------------- | ----------------- |
| 1  | 15 mai 2015      | 978-4-04-730513-7 | 12 octobre 2017   | 979-10-327-0166-9 |
| 2  | 14 mai 2016      | 978-4-04-734133-3 | 7 décembre 2017   | 979-10-327-0167-6 |
| 3  | 15 décembre 2016 | 978-4-04-734376-4 | 5 avril 2018      | 979-10-327-0248-2 |
| 4  | 15 novembre 2017 | 978-4-04-734834-9 | 16 août 2018      | 979-10-327-0305-2 |
| 5  | 15 octobre 2018  | 978-4-04-735349-7 | 6 décembre 2018   | 979-10-327-0339-7 |
| 6  | 13 juillet 2019  | 978-4-04-735739-6 | 17 septembre 2020 | 979-10-327-0664-0 |
| 7  | 12 août 2020     | 978-4-04-736119-5 | 13 décembre 2020  | 979-10-327-0687-9 |
| 8  | 15 avril 2021    | 978-4-04-736620-6 | 2 décembre 2021   | 979-10-327-1040-1 |
| 9  | 14 février 2022  | 978-4-04-736768-5 | 25 août 2022      | 979-10-327-1167-5 |
| 10 | 15 février 2023  | 978-4-04-737187-3 | 24 août 2023      | 979-10-327-1352-5 |
| 11 | 15 avril 2024    | 978-4-04-737645-8 | 29 août 2024      | 979-10-327-1740-0 |
| 12 | 13 décembre 2024 | 978-4-04-738091-2 |                   |                   |

## Accueil
Le volume 3 de la série atteint la 30e place du classement hebdomadaire de ventes de mangas Oricon avec 26 115 exemplaires vendus, le volume 4 la 28e place avec 25 270 exemplaires vendus et le volume 5 la 38e place avec un total de 28 925 exemplaires vendus.
Une exposition sur la restauration de Meiji au travers du manga présente notamment des planches originales d'Isabella Bird, femme exploratrice du 13 janvier 2018 au 4 mars 2018 au Yokoyama Memorial Manga Museum à Kōchi.